# Charlie (película)
Charlie es una película británica de acción, drama y crimen de 2004, dirigida por Malcolm Needs, que a su vez la escribió, musicalizada por Ian Habgood y Stephen W. Parsons, en la fotografía estuvo Zoran Veljkovic y los protagonistas son Luke Goss, Steven Berkoff y Anita Dobson, entre otros. El filme fue realizado por Enigma Pictures y Midas Films; se estrenó el 6 de febrero de 2004.

## Sinopsis
Ambientada en la Gran Bretaña posterior a la Segunda Guerra Mundial, se puede ver el ascenso y la caída de un importante mafioso británico, Charlie Richardson, dando a conocer hechos reales.